# Kirił Rakarow
Kirił Manołow Rakarow (bułg. Кирил Манолов Ракаров, ur. 24 maja 1932 w Pawlikeni, zm. 25 sierpnia 2006 w Sofii) – piłkarz bułgarski grający na pozycji obrońcy. W swojej karierze rozegrał 58 meczów w reprezentacji Bułgarii i strzelił w nich 1 gola.

## Kariera klubowa
Przez całą swoją karierę piłkarską Rakarow związany był z klubem CSKA Sofia. W 1950 roku zadebiutował w nim w pierwszej lidze bułgarskiej i grał w nim do 1964 roku. Wraz z CSKA 11 razy wywalczył mistrzostwo Bułgarii w latach 1951, 1952, 1954, 1955, 1956, 1957, 1958, 1959, 1960, 1961 i 1962. Czterokrotnie wygrywał Puchar Armii Sowieckiej w latach 1951, 1954, 1955 i 1961.

## Kariera reprezentacyjna
W reprezentacji Bułgarii Rakarow zadebiutował 14 czerwca 1953 roku w zremisowanym 0:0 towarzyskim spotkaniu z Niemiecką Republiką Demokratyczną. W 1956 roku zdobył z Bułgarią brązowy medal na igrzyskach olimpijskich w Melbourne. W 1962 roku został powołany do kadry Bułgarii na mistrzostwa świata w Chile. Zagrał na nich we dwóch meczach: z Argentyną (0:1) i z Węgrami (1:6). Od 1953 do 1962 roku rozegrał w kadrze narodowej 58 meczów i strzelił 1 bramkę.